# Geografia dell'antico Egitto
La geografia dell'antico Egitto non è molto dissimile da quella dell'Egitto odierno.

## Nomo
Con il termine nomo (al plurale nòmi), gli storici greci, primo fra tutti Erodoto, identificarono i distretti in cui era suddiviso l'antico Egitto; il termine egizio originario era sepat. L'Alto Egitto era suddiviso in 22 distretti, mentre il Basso Egitto ne comprendeva 20. Gli storici greci definirono nomarchi i governatori dei distretti sia che si trattasse di funzionari di nomina reale che di governanti con cariche ereditarie e più o meno indipendenti (a seconda del periodo della storia dell'Egitto) dal potere centrale.
I nomi si formarono durante il periodo Neolitico, quando alcune popolazioni nomadi si stabilirono nella fertile valle del Nilo e vi divennero stanziali ripartendosi il territorio. Successivamente alcuni gruppi si accorparono formando regni veri e propri, quali quelli dell'Alto e del Basso Egitto e la situazione perdurò fino a quando i sovrani di Ieracompoli unificarono tutto l'Egitto in un solo regno.
Ma la primitiva ripartizione territoriale sopravvisse dando origine ai nomi. Questi nomi avevano, oltre al nomarca, un capoluogo proprio, le proprie divinità protettrici e usi religiosi propri con proprie festività locali.
Nell'Antico Regno erano 38 ma ulteriori divisioni ne determinarono il numero definitivo a 42, con un'estensione di circa 30 km lungo il fiume (per nomo) e con confini estremamente variabili.
Queste province amministrative dureranno per tutto il periodo della storia egizia.

## Basso Egitto

I 20 distretti del Basso Egitto

Con Basso Egitto si indica la zona settentrionale dell'Egitto, ossia la regione del delta del Nilo.
Fu nel periodo dell'Egitto protodinastico (3250 a.C.) che si unirono diverse tribù in un unico regno. La stessa cosa avvenne nel meridione con la costituzione del regno dell'Alto Egitto.
L'unificazione dell'Alto e Basso Egitto è attribuita a Narmer.
Il Basso Egitto era rappresentato dal papiro.

### Nomi
| numero | nome  | capitale (nome egizio)            | capitale (nome greco) | capitale (nome attuale) | principali divinità |
| ------ | ----- | --------------------------------- | --------------------- | ----------------------- | ------------------- |
| 1      |       | Men nefer (Stabile è la bellezza) | Menfi                 | Giza                    | Ptah                |
| 2      |       | Sekhem                            | Letopoli              | Awsim                   | Horo                |
| 3      |       | Imu                               | Momenfi/Api           | Kom el-Hin              | Imentet             |
| 4      |       | Seka                              | Prosofi               | Tanta                   |                     |
| 5      |       | Sau (Zau)                         | Sais                  | Sa el-Hagar             | Neith               |
| 6      |       | Khasut o Khaset                   | Xois                  | Sakha                   | Amon-Ra             |
| 7      |       | Per Heneb                         | Meteli                | sito di Kom el-Ghoraf?  | Osiride             |
| 8      |       | Per Atum                          | Patamo                | Tell el-Askhutan        | Atum                |
| 9      |       | Per Usir                          | Busiri                | Abu Sir Bana            | Anditi/Osiride      |
| 10     |       | Kem ur (km wr)                    | Atribi                | Banha                   | Kem                 |
| 11     |       | Taremu                            | Leontopoli            | Mit Ghamr               | Shu, Tefnut         |
| 12     |       | Djebnetjer                        | Sebennito             | Samannud                | Onuris              |
| 13     |       | Iunu                              | Eliopoli              | Il Cairo                | Ra                  |
| 14     |       | Mesent                            | Sele                  |                         | Horo                |
| 15     | ḏḥwty | Dmnhr                             | Ermopoli Minore       | Damanhur                | Horo, Thot          |
| 16     |       | Permanebsete                      | Mendes                |                         | Khnum               |
| 17     |       | Sma-Behdet                        | Diospoli Inferiore    | Tell el-Balamun         | Horo                |
| 18     |       | Per Bast                          | Bubasti               | Zagazig                 | Bast                |
| 19     |       | Immet                             | Buto                  | Tell el-Farain          | Uto                 |
| 20     |       | Per Soped (pr spdw)               | Facusa                | Faqua                   | Horo                |

## Alto Egitto

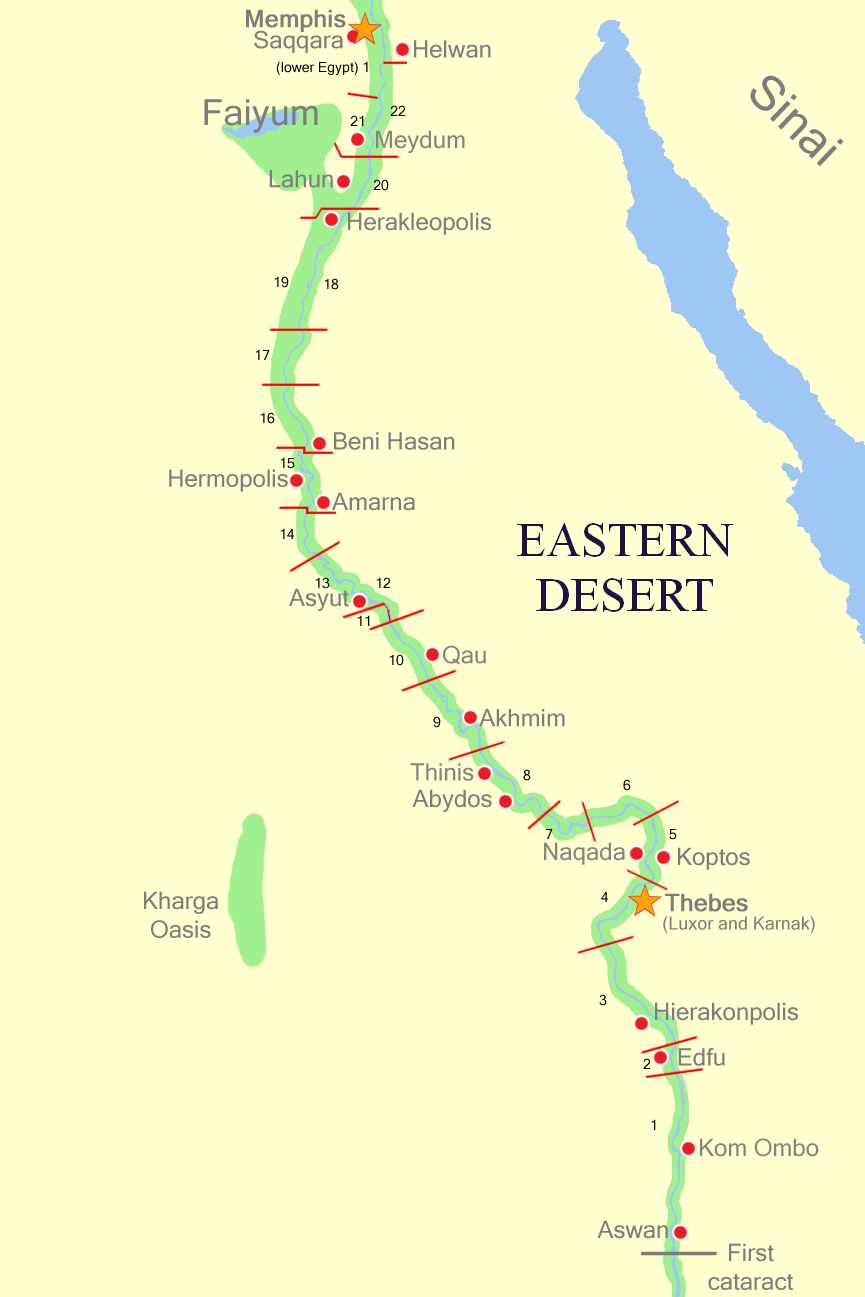
I 22 distretti dell'Alto Egitto

Con Alto Egitto si indica la zona meridionale dell'Egitto, a partire dalla prima cateratta (o cataratta) del Nilo (nome moderno Assuan).
È possibile che in epoca predinastica, quelli che diverranno poi i distretti, costituissero unità politiche autonome sorte intorno ad un villaggio. A sostegno di ciò vi è la circostanza che ciascun distretto possedeva divinità specifiche, alcune delle quali, anche in relazione agli sviluppi politici, diverranno poi divinità nazionali dell'Egitto.
Fu nel periodo dell'Egitto protodinastico (IV millennio a.C.) che i distretti si unirono in un unico regno, dando così vita all'Alto Egitto, o Terra del giunco, come verrà definito in seguito nelle titolature reali. Un processo analogo avvenne, con ogni probabilità, a settentrione con la costituzione del Basso Egitto, la Terra dell'ape. L'unificazione di Basso Egitto e Alto Egitto e quindi l'inizio del periodo dinastico è attribuita a Narmer.
Dal punto di vista amministrativo l'Alto Egitto era suddiviso in 22 distretti o nomi.
A capo di ogni distretto vi era un governante (nomarca in greco) la cui carica poteva essere ereditaria o di nomina reale. In generale durante i periodi di forte accentramento statale i nomarchi erano, per lo più, funzionari mentre durante i periodi di disgregamento dell'autorità centrale (periodi intermedi) a capo dei vari distretti si instaurarono dinastie autonome, che talvolta si fregiarono anche dei titoli della regalità.
L'Alto Egitto era rappresentato dal Loto egizio anche se durante la IV dinastia l'emblema araldico era sovente rappresentato dal giunco così come indicato anche nella titolatura reale unitamente all'ape che simboleggiava il Basso Egitto.

### Nomi
| Aa32 | t · N16 |

| Aa32 | t · N16 |

| U39 | G5 · t |

| U39 | G5 · t |

| R19 · R12 |

| R19 · R12 |

| G5 · G5 · R12 |

| G5 · G5 · R12 |

| I3 · R12 |

| I3 · R12 |

| Y8 · R12 |

| Y8 · R12 |

## Medio Egitto
Con Medio Egitto si intende, per convenzione, la regione a nord di Tebe e a sud del Basso Egitto.
Il termine è usato in modo particolare in riferimento al periodo storico detto Secondo Periodo Intermedio.
A differenza dei termini Alto e Basso Egitto che possedevano un ben preciso significato geografico fin dall'antichità, la traduzione del termine regale in egizio può essere resa come Re dell'Alto e Basso Egitto (letteralmente Colui che governa sul giunco e sull'ape), il termine Medio Egitto è un termine moderno usato dagli storici per indicare appunto la regione centrale della Valle del Nilo.

## Due Terre
Le Due Terre è il nome usato nell'antico Egitto per indicare l'unione dell'Alto e Basso Egitto.
| N16 · N16 |

o anche in forma semplificata
| N19 |

t3wy
Le Due Terre erano l'Alto e il Basso Egitto ossia la valle del Nilo a partire dalla prima cateratta fino alla regione del Delta ed il Delta stesso.
Lo stesso nome indica come, malgrado i lunghi periodi di unità politica ed amministrativa, la civiltà egizia si considerasse comunque l'unione di due realtà ben distinte: il deserto e la palude, le quali si erano sviluppate indipendentemente nel periodo predinastico.
Tale distinzione è rilevabile in molti altri aspetti della civiltà egizia come la contrapposizione tra Horo e Seth divinità tutelari del sovrano nelle due parti dell'Egitto. Uno dei cinque nomi caratterizzanti la regalità è appunto il nebty (le Due Signore)
| G16 |

contenente le rappresentazioni della dea-cobra Uto per il Basso Egitto e della dea-avvoltoio Nekhbet per l'Alto Egitto.
Ulteriore aspetto di questa dualità è la doppia corona portata dai sovrani egizi ottenuta dalla fusione della corona bianca (Alto Egitto) e della corona rossa (Basso Egitto) originari simboli della regalità nelle due parti del paese.
| S1 |

| S3 |

la corona composita
| S5 |

Anche la cerimonia di incoronazione, così come quella della Heb-Sed (giubileo) era fortemente caratterizzata dall'accento messo sull'unione delle Due Terre sotto l'egida del sovrano nel suo ruolo di Horo vivente (il Chiosco di Sesostri I riporta sulle sue pareti la cerimonia Heb-Sed)
Anche la forma stessa dell'epiteto della regalità (quarto nome) richiama la dicotomia delle due parti dell'Egitto

| M23 · X1 | L2 · X1 |

 n swt bt (nesut byti)

Colui che regna sul giunco e sull'ape

ove il giunco richiama le regioni della Valle e l'ape quelle del Delta del Nilo.
Il termine, che in effetti era usato dagli egizi per indicare il loro stato, compare in molti nomi Horo di sovrani ed anche nel nome della città che i re della XI dinastia fondarono nel Medio Egitto all'inizio del Medio Regno
| V15 · t | A24 | N17 · N17 · N23 · N23 | O49 |

it t3.wy - Ity Tawy, Dominatrice delle Due Terre
Spesso nella titolatura i sovrani inserirono almeno un nome (spesso il nebty) che conteneva una chiaro riferimento politico alle Due Terre
| O4 · r | Y1 · D2 · Z1 | C10 | S29 | L1 | N17 · N17 |

Sotto di lui la Maat è contenta e le Due Terre rinascono

nome nebty di Horemheb, il sovrano che completò la restaurazione dopo la rottura con la tradizione causata dalla riforma religiosa introdotta da Akhenaton (Maat, nella cultura egizia, indicava l'ordine cosmico)